# Metropolia Kupang
Metropolia Kupang – jedna z 10 metropolii Kościoła Rzymskokatolickiego w Indonezji. Została erygowana 23 października 1989.

## Diecezje
- Archidiecezja Kupang
  - Diecezja Atambua
  - Diecezja Weetebula

## Metropolici
- Gegorius Manteiro (1967–1997)
- Peter Turang (1997–2024)
- Hironimus Pakaenoni (od 2024)